# Angicos (gemeente)
Angicos is een gemeente in de Braziliaanse deelstaat Rio Grande do Norte. De gemeente telt 11.525 inwoners (schatting 2009).
De gemeente grenst aan Ipanguaçu, Afonso Bezerra, Pedro Avelino, Lajes, Fernando Pedroza, Santana do Matos en Itajá.